# Зыков, Иван Кириллович
Иван Кириллович Зыков (10 октября 1920, Барановка, Гомельская губерния — 2 февраля 2015, Санкт-Петербург) — советский учёный, доктор технических наук, профессор. Заслуженный работник высшей школы, почётный профессор Военно-космической Краснознаменной академии имени А. Ф. Можайского.

## Биография
Родился 10 октября 1920 года в селе Барановка, на Украине. Родители многодетной семьи занимались сельским хозяйством. После рождения брата Евгения (погиб в 1957 в Антарктиде) семья переехала в Алтайский край.
С 1934 по 1938 год учился в Бийском сельскохозяйственном техникуме, который окончил с отличием. Затем поступил в Иркутский военный авиационно-технический техникум. В 1940 году начал службу младшим механиком 165-го резервного авиационного полка. С 1941 по 1944 год находился на должности механика. В 1944—1946 годах — начальник технического обеспечения авиаполка. С 1946 по 1947 год слушатель курса Военно-авиационной академии им. Можайского. В 1953 году окончил академию, получив диплом радиоинженера. Работал на кафедре противоядерной защиты. С 1975 по 2013 год заведующий кафедрой физики Военно-космической академии.
Умер на 95-м году жизни в 2015 году из-за болезни.

## Научная деятельность
В 1957 году защитил диссертацию и получил должность старшего преподавателя на кафедре противоядерной защиты. С 1957 года руководитель кафедры противоядерной защиты. В 1961 году академию возглавил Сергей Королёв, который высоко оценил работу Ивана Кирилловича. В 1965 году защитил диссертацию и получил степень доктора технических наук. Принимал участие в испытаниях по вопросам воздушной радиационной разведки местности. В 1967 году присвоено звание профессора. Стал членом секции безопасности космических полётов. Автор более 100 научных работ. За свою деятельность награждён различными медалями и званиями. Полковник военно-технической службы.